# 939

## Esdeveniments
- El Vietnam s'independitza de la Xina
- Batalla de Simancas
- Comença el pontificat d'Esteve VIII (substitueix Lleó VII)

## Naixements
- Romà II, emperador romà d'Orient

## Necrològiques
- Pietro II Candiano, dux de Venècia